# 奧列薩河

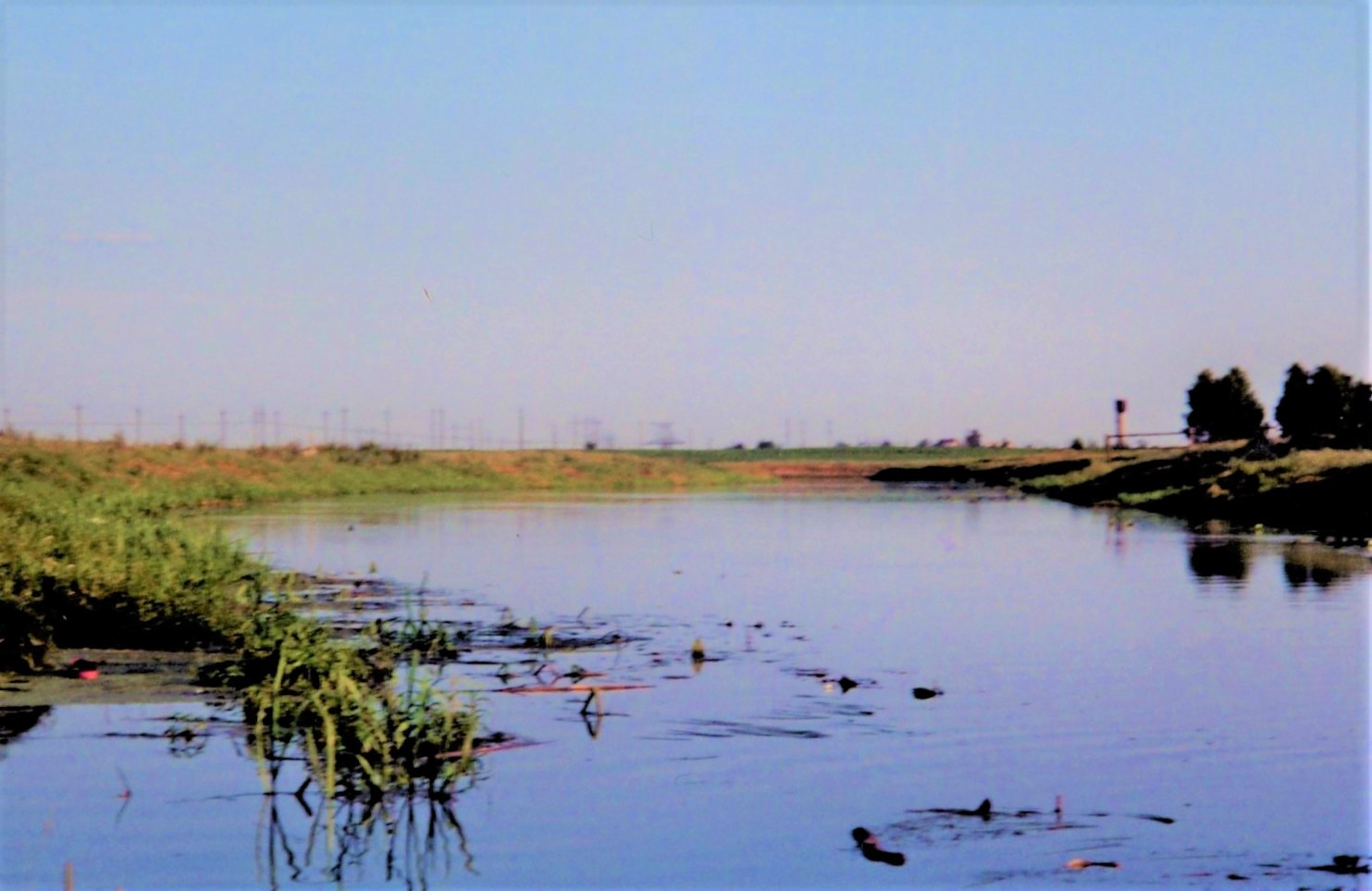
奧列薩河

奧列薩河（白俄羅斯語：Арэса）是白俄羅斯的河流，屬於普齊奇河的右支流，由明斯克州和戈梅利州負責管轄，河道全長128公里，流域面積3,620平方公里，流經中別列津平原，河畔城鎮有柳班。